# Coventry Blaze
Coventry Blaze ist ein Eishockeyclub aus Coventry in England. Er spielt in der britischen Elite Ice Hockey League. Die Spiele werden in der SkyDome Arena ausgetragen.

## Geschichte
Der Club wurde im Jahr 1996 als Solihull Blaze gegründet und nahm an je zwei Spielzeiten am Spielbetrieb der British National League und der English National Ice Hockey League teil. Im Jahr 2000 wurde die Mannschaft, die zuvor in Solihull beheimatet war, nach Coventry umgesiedelt und auf den Namen Coventry Blaze umbenannt. Nach dem Gewinn der Meisterschaft der British National League spielte das Team im Folgejahr nun erstmals in der Elite Ice Hockey League.
In der zweiten Saison der EIHL 2004/05 konnten nach der britischen Meisterschaft in der Hauptrunde der EIHL und des Challenge Cup-Gewinns auch die EIHL-Playoffs gewonnen werden. 2006/07 und 2007/08 wurde der Club erneut britischer Meister, wobei 2007 zusätzlich der Challenge Cup und 2008 der Knockout-Cup gewonnen werden konnte. 2010 wurde das Team zum vierten Mal Landesmeister. 2015 gelang zehn Jahre nach dem ersten Erfolg zum zweiten Mal der Gewinn der Playoffs der Elite Ice Hockey League.
International nahm die Mannschaft 2005/06 am IIHF Continental Cup teil.

## Gesperrte Nummern
#17: Russell Cowley